# Чекаевский, Александр Валентинович
Алекса́ндр Валенти́нович Чекае́вский (5 мая 1905, Архангельск — 3 октября 1963, Кейла-Йоа, Харьюмаа) — советский актёр театра и кино.

## Биография
Родился 22 апреля (5 мая) 1905 года в Архангельске.
В 1928 году окончил Ленинградский театральный институт, был актёром Ленинградского театра Пролеткульта (1930—1932), Театра Ленинградского областного совета профессиональных союзов (ЛОСПС; 1933—1935). С 1935 года служил в Ленинградском Государственном Академическом театр драмы имени А. С. Пушкина, где исполнил свыше шестидесяти ролей. Снимался в кино.
Погиб, попав под поезд, во время съёмок фильма «Гамлет» в 1963 году. Похоронен на Большеохтинском кладбище Санкт-Петербурга.

### Семья
Жена — Валерия Иосифовна Ганкевич (1908—1993). Дочь — Наталья Чекаевская (1939—2012)

## Театральные работы
Актёр
- «Макбет» У. Шекспира — Макдуф
- «Горе от ума» А. Грибоедова — Скалозуб
- «Маскарад» М. Лермонтова — Неизвестный
- «Фронт» А. Корнейчука — Гайдар
- «Русские люди» К. Симонова — Васин
- «Великий государь» В. Соловьёва — Иван Грозный
- «Без вины виноватые» А. Островского — Дудукин
- «Гамлет, принц датский» У. Шекспира — Клавдий

Режиссёр
- 1958 — «Походный марш» А. Галича
- 1960 — «Бегущая по волнам», собственная инсценировка по роману А. Грина

## Фильмография
- 1928 — «Сторона лесная» — Парамон Ланта, секретарь сельсовета
- 1936 — «Тринадцать» — басмач
- 1937 — «Белеет парус одинокий» — Терентий Черноиваненко
- 1937 — «Женитьба» — Стариков
- 1937 — «Тайга золотая» — друг Мраморова
- 1937 — «Шахтёры» — один из братьев Бобылёвых
- 1941 — «Разгром Юденича» — Каширин
- 1952 — «Живой труп» — Иван Петрович Александров
- 1953 — «Горячее сердце» (фильм-спектакль) — приказчик Наркис
- 1957 — «Степан Кольчугин» — дед Кошелев
- 1964 — «Гамлет» — первый актёр (роль озвучил Григорий Гай)